# پینچورا (یوتا)
پینچورا (به انگلیسی: Pintura) یک منطقهٔ مسکونی در ایالات متحده آمریکا است که در شهرستان واشینگتن، یوتا قرار دارد. پینچورا ۱٬۲۴۶٫۰۴ متر بالاتر از سطح دریا واقع شده‌است.